# 義渠
義渠（ぎきょ）は、中国の春秋戦国時代にオルドス地方に存在した遊牧国家。
義渠は、岐山・梁山・涇水・漆水の北に居住していたとされる。また涇北に義渠の戎があったとされる。
紀元前471年（厲共公6年）、義渠が贈り物をたずさえて秦に来朝した。
紀元前444年（厲共公33年）、秦が義渠を攻撃し、その王を捕らえた。
紀元前430年（躁公13年）、義渠が秦に侵攻し、渭水の南に達した。
紀元前331年（恵文君7年）、義渠で内乱が発生し、秦の庶長操が出兵してこれを平定した。
紀元前327年（恵文君11年）、秦が義渠を県とした。義渠君は秦の臣となった。
後に義渠君は魏に朝事するようになった。魏の公孫衍（犀首）は「秦は中国に事のないときには貴国を思うまま焼き払い、中国に事があると重い贈り物をたずさえて平身低頭してきます」と義渠君に吹き込んだ。紀元前318年（恵文王7年）、楚・魏・斉・韓・趙の5カ国連合軍が秦を攻撃すると、陳軫は義渠に賄賂を送って手なづけるよう秦の恵文王に勧めた。恵文王がその言に従って綾絹1000純と婦女100人を義渠君に贈った。義渠君は公孫衍の言っていたことはこのことだったかと思い、兵を出動させて秦の李帛（現在の甘粛省天水市の東）を攻めたが敗れた（函谷関の戦い）。
紀元前315年（恵文王10年）、秦が義渠を攻撃し、25城を奪った。
紀元前310年（武王元年）、秦が義渠を攻撃した。
秦の昭襄王のとき、義渠戎王は秦の宣太后と乱倫してふたりの子をもうけた。宣太后は義渠戎王を甘泉に誘い出して殺害した。その後、秦軍が出動して義渠を攻め滅ぼした。秦は義渠の故地に北地郡を置き、長城を築いて北方民族の侵入を阻んだ。